# سکالی (ناحیه پیسک)
سکالی (به چکی: Skály) یک منطقهٔ مسکونی در جمهوری چک است که در ناحیه پیسک واقع شده‌است. سکالی ۱۷٫۷۶ کیلومتر مربع مساحت و ۲۷۳ نفر جمعیت دارد و ۳۸۷ متر بالاتر از سطح دریا واقع شده‌است.